# 1722 год в науке
В 1722 году в науке и технике произошло несколько значимых событий.

## Химия
- Рене Антуан Реомюр опубликовал свою работу по металлургии «L’Arte de convertir le fer forge en acier», в который описал, как преобразовать железо в сталь.

## Открытия
- 5 апреля — в день Пасхи голландский мореплаватель Якоб Роггевен открыл остров, названный им в честь Пасхи.

## Математика
- Абрахам де Муавр опубликовал формулу Муавра.

## Технологии
- Октябрь — Джордж Грэм продемонстрировал, что его эксперименты, начатые в декабре 1721 года, с ртутной компенсацией результата маятника повышают точность хронометража в условиях переменных температур[1].

## Родились
- 11 мая — Петрус Кампер, голландский анатом (умер в 1789)
- 19 ноября — Леопольд Ауэнбруггер, австрийский врач, первым в истории медицины (применивший метод перкуссии в качестве средства диагностики заболеваний (умер в 1809)
- дата неизвестна — Томас Баркер[англ.], английский метеоролог (умер в 1809)

## Скончались
- 20 мая — Себастьен Вайян, французский ботаник и миколог (род. в 1669)